# Uỷ ban Chống Cộng sản của Sinh viên Đại học
Uỷ ban Chống Cộng sản của Sinh viên Đại học (Comite de Estudiantes Universitarios Anticomunistas), (CEUA), (tiếng Anh: Anti-Communist University Students Committee) là một tổ chức cực hữu, chống cộng sản ở Guatemala, được thành lập vào cuối năm 1953, trong năm cuối cùng của Cách mạng Guatemala. Những người sáng lập và lãnh đạo của nó là Mario Sandoval Alarcon, Lionel Sisniega Otero, Mario Lopez Villatoro và Eduardo Taracena de la Cerda. Lionel Sisniega Otero là phát thanh viên của đài phát thanh bí mật rằng phong trào giải phóng hoạt động trước khi Jacobo Arbenz Guzmán từ chức, cùng với Mario Lopez Villatoro và Jose Toron Barrios, cả hai đều bị quân du kích giết vào những năm 1960. Họ đã chiến đấu chống lại chính phủ Arbenz. Đứng đầu là một nhà hoạt động trẻ tuổi, nhóm này gồm có 50 thành viên ở thủ đô và một mạng lưới sinh viên có thiện cảm trên toàn quốc sẵn sàng liều lĩnh bắt giữ. Sau cuộc đảo chính năm 1954, CEUA ủng hộ chính phủ của Carlos Castillo Armas.